# Madame Bou
Francine Lafond, mieux connue sous le pseudonyme de Madame Bou, est un personnage emblématique du centre-ville de Sherbrooke. Elle était reconnue particulièrement pour son habitude à prendre les gens par surprise en disant « Bou ! »

## Biographie
Francine Lafond est née à Coaticook le 18 décembre 1952. Elle passe son enfance à Baldwin, en Estrie, au sein d'une famille nombreuse. L'origine de sa manie qui l'a rendue populaire lui vient de son enfance, lorsqu'elle criait « Bou » aux animaux sauvages. Les Sherbrookois l'ont d'abord connue par le surnom de « Madame Pout Pout ». En effet, un jour au Carrefour de l'Estrie, elle a amusé les gens en disant « Pout Pout » en présence de poules.
Vers la fin de sa vie, Madame Bou faisait remarquer sa présence aux habitués du centre-ville, principalement dans des endroits comme la microbrasserie Le Boq, la brûlerie Faro et le Siboire.
Madame Bou est décédée d'un infarctus le 12 février 2016 dans son appartement de la rue Wellington Nord. Le lundi suivant son décès, plus d'une centaine de personnes s'est recueillie devant l'hôtel de ville de Sherbrooke pour une veillée aux chandelles en sa mémoire. Un an suivant son décès, en, 2017, à la suite de la mort de Madame Bou, une pétition pour la garder en mémoire en créant une rue à son nom a été créée, et plus de 500 signatures ont été récoltées en 48h.

## Postérité
La microbrasserie Le Boq brasse une bière de type India Pale Ale (IPA) nommée « Bou ! » en l'honneur de Francine Lafond. En août 2016, une nouvelle fresque murale est inaugurée à Sherbrooke par l'organisme M.U.R.I.R.S., où l'on peut reconnaître Madame Bou au coin inférieur droit. Des citoyens demandent qu'une rue prenne le nom de Madame Bou, mais la municipalité n'a pas donné suite à cette revendication.